# Anthanassa alexon
Anthanassa alexon är en fjärilsart som beskrevs av Frederick DuCane Godman och Osbert Salvin 1889. Anthanassa alexon ingår i släktet Anthanassa och familjen praktfjärilar. Inga underarter finns listade i Catalogue of Life.